# Santiago Cortés
Santiago Cortés (ur. 19 stycznia 1945, zm. 25 lipca 2011) – salwadorski piłkarz, reprezentant kraju grający podczas kariery na pozycji obrońcy. 

## Kariera klubowa
Santiago Cortés podczas kariery piłkarskiej występował w klubach Atlético Marte San Salvador.

## Kariera reprezentacyjna
Santiago Cortés grał w reprezentacji Salwadoru w latach siedemdziesiątych. W 1970 roku uczestniczył w Mistrzostwach Świata 1970. Na Mundialu w Meksyku wystąpił w spotkaniu z Meksykiem.